# ابرشهر هرمی شیمیزو
 ابرشهر هرمی شیمیزو یک پروژه پیشنهادی برای ساخت بر فراز خلیج توکیو در ژاپن است. این هرم ۱۴ بار بزرگ‌تر از هرم بزرگ جیزه خواهد بود و گنجایش ۷۵۰٬۰۰۰ نفر را خواهد داشت. اگر این مجموعه ساخته شود، بدون شک بزرگ‌ترین بنای ساخته شده توسط بشر در تاریخ خواهد بود. این بنا ۷۵۰ متر بالاتر از سطح دریا و شامل ۵ پایهٔ آهنی خواهد بود، ارتفاع کل این سازه ۲۰۰۴ متر خواهد بود. این هرم به کمبود فضا در توکیو کمک خواهد کرد؛ هرچند که این ابرشهر می‌تواند تنها یک چهل‌وهفتم جمعیت توکیو را در خود جای دهد.
بنای پیشنهادی بسیار بزرگ است به طوری که در حال حاضر با مصالح موجود نمی‌توان این بنا را ساخت. ساخت این طرح تنها به وجود مادهٔ بسیار سبک ساخته‌شده از نانولوله‌های کربنی بستگی دارد.